# Otto Fredrikson
Otto Henrik Fredrikson (* 30. November 1981 in Valkeakoski) ist ein ehemaliger finnischer Fußballtorhüter.

## Werdegang
Fredrikson lebte Ende der 1980er Jahre mit seiner Familie in der deutschen Kreisstadt Burgsteinfurt, wo er in der Jugendmannschaft des Schwarz-Gelb Burgsteinfurt aktiv war. Nach der Rückkehr nach Finnland begann er 1990 mit dem Fußballspielen beim FC Haka. Von dort wechselte er 1995 in die Jugendabteilung von Oulun Luistinseura. Hier spielte er sich in die Nachwuchsauswahlmannschaften des Suomen Palloliitto. 1999 wechselte er zu Tervarit Oulu, wo er die folgenden zwei Jahre hauptsächlich als Nachwuchsspieler bestritt.
Mit der finnischen U-20-Auswahl nahm Fredrikson an der Seite von Spielern wie Mikael Forssell, Antti Okkonen und Daniel Sjölund an der Junioren-Fußballweltmeisterschaft 2001 teil. Dabei fiel er den Scouts des deutschen Klubs Borussia Mönchengladbach, die ihn nach dem Wiederaufstieg in die Bundesliga als dritten Torhüter hinter Jörg Stiel und Michael Melka verpflichteten. Beim niederrheinischen Erstligisten kam er unter anderem verletzungsbedingt in den folgenden anderthalb Jahren nicht zum Einsatz, wobei er nach der Nachverpflichtung von Claus Reitmaier zudem in der Hierarchie nach hinten gerutscht war. Daher verlieh der Klub ihn ab Dezember 2003 an FF Jaro, um in seinem Heimatland Spielpraxis zu sammeln.
Fredrikson etablierte sich in der Veikkausliiga als Stammtorhüter. Mit der Mannschaft spielte er gegen den Abstieg, konnte aber innerhalb der zwei Spielzeiten, in denen er in Finnland auflief, den Klassenerhalt schaffen. Im Dezember 2005 löste Gladbach seinen Vertrag auf.
Fredrikson wechselte als Ersatztorhüter von Claus Reitmaier und Heinz Müller zu Lillestrøm SK in die norwegische Tippeligaen und kam anfangs lediglich bei Verletzungspausen der beiden Deutschen zum Einsatz. Nach dem Karriereende Reitmaiers Ende 2006 rückte er zum zweiten Torhüter auf und beerbte Müller, der nach England gewechselt war, im Sommer 2007 als Stammtorhüter. Im Herbst erreichte er mit der Mannschaft um Bjørn Helge Riise, Khaled Mouelhi und Anders Rambekk das norwegische Pokalfinale, das durch zwei Tore von Olivier Occean mit einem 2:0-Erfolg über FK Haugesund gewonnen wurde. Im folgenden Jahr spielte er sich ins Notizbuch des Nationaltrainers Stuart Baxter. Als Einwechselspieler debütierte er am 29. Mai 2008 bei einer 0:2-Niederlage in einem EM-Vorbereitungsspiel der türkischen Nationalmannschaft als Einwechselspieler in der zweiten Halbzeit im finnischen Nationaljersey. In der Folge kam er als Ersatz des Nationalmannschaft-Stammtorhüters Jussi Jääskeläinen nur unregelmäßig zum Einsatz.
Im Frühjahr 2010 verließ Fredrikson die norwegische Tippeligaen und schloss sich dem russischen Klub Spartak Naltschik an. Als Stammtorhüter an der Seite von Spielern wie Dawit Siradse, Milan Jovanović oder Miodrag Džudović lief er für den Klub in der Premjer-Liga auf. In der Folge etablierte er sich auch im Tor der Nationalelf. Nach zweieinhalb Jahren in Russland pausierte Frederikson, ehe er sich im September 2014 dem norwegischen Drittligisten Lørenskog IF anschloss. Zur neuen Saison ging er dann weiter zu Kongsvinger IL und wurde von dort kurzzeitig an Vålerenga Oslo verliehen. Die Spielzeiten 2017 und 2018 verbrachte er als Ersatztorhüter bei Tromsø IL und beendete dann seine aktive Karriere.

## Erfolge
- Norwegischer Pokalsieger: 2007